# 교토부 제2구
교토부 제2구(일본어: 京都府第2区)는 일본의 중의원 선거구이다. 1994년 공직선거법이 개정되면서 신설되었다.

## 지역
- 교토시
  - 사쿄구
  - 히가시야마구
  - 야마시나구

## 역대 국회의원
| 선거          | 선거          | 의원            | 정당       |
| ------------- | ------------- | --------------- | ---------- |
|               | 1996년 제41회 | 오쿠다 미키오   | 자유민주당 |
|               | 2000년 제42회 | 마에하라 세이지 | 민주당     |
| 2003년 제43회 |               | 마에하라 세이지 | 민주당     |
| 2005년 제44회 |               | 마에하라 세이지 | 민주당     |
| 2009년 제45회 |               | 마에하라 세이지 | 민주당     |
| 2012년 제46회 |               | 마에하라 세이지 | 민주당     |
| 2014년 제47회 |               | 마에하라 세이지 | 민주당     |
|               | 2017년 제48회 | 마에하라 세이지 | 무소속     |